# Provisorische Zentralgewalt

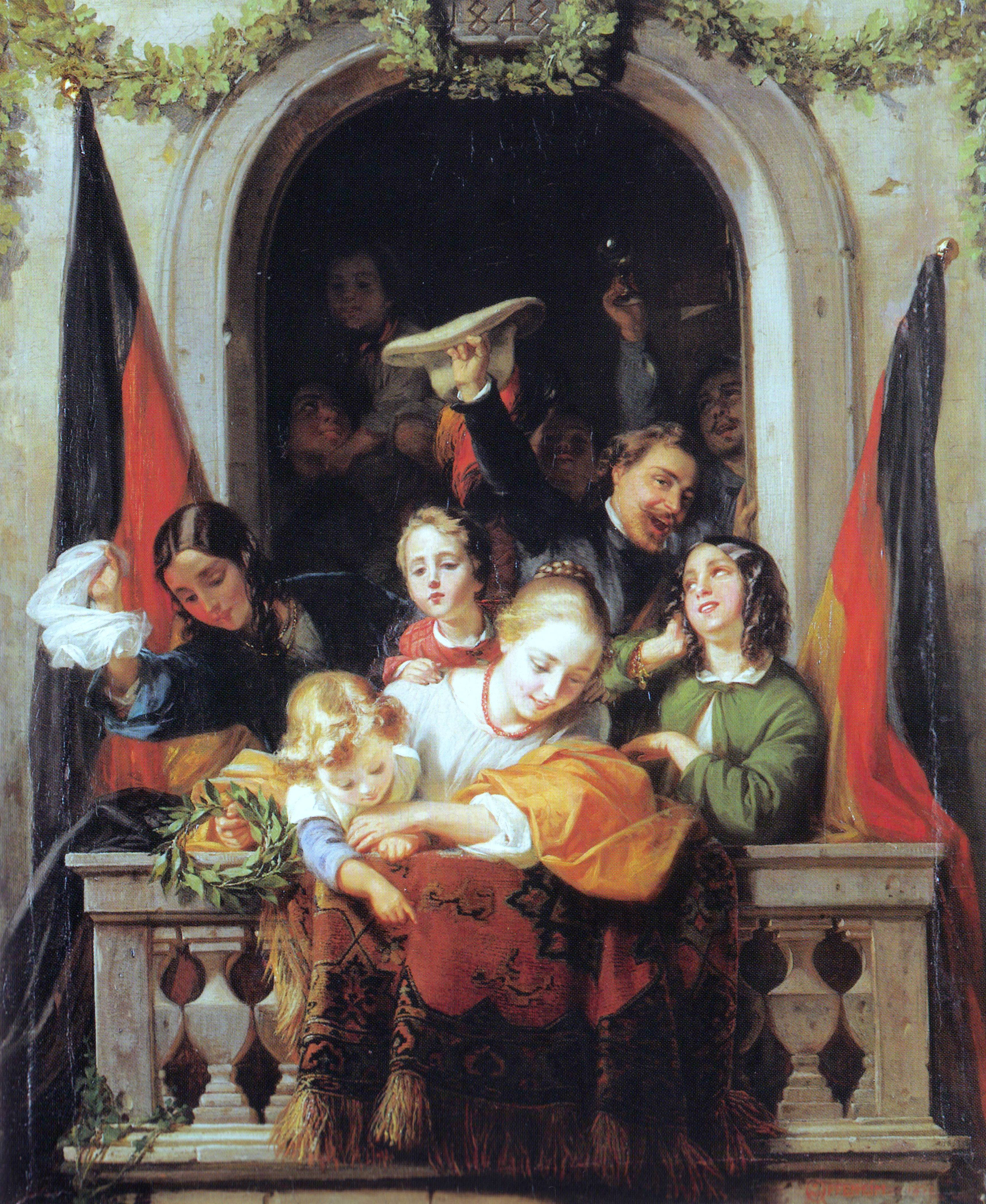
Moritz Daniel Oppenheim: Scène in het raam tijdens de intrede van de Reichsverweser, 1852, weerspiegelde de hoop aan het begin van het centraal bewind.

De Provisorische Zentralgewalt (Duits voor "Voorlopig Centraal Bewind", of "Gezag", of "Overheid") was de regering van het kortstondige Duitse Rijk in 1848/1849. Op 28 juni 1848 creëerde de Nationale Vergadering van Frankfurt de voorlopige grondwettelijke orde met een rijkswet die een voorlopig centraal bewind vestigde. Op 20 december 1849 eindigde het centraal bewind en werden de bevoegdheden overgenomen door een Federale Centrale Commissie van Oostenrijk en Pruisen.
De Zentralgewalt bestond uit een Reichsverweser (regent), de aartshertog Jan van Oostenrijk als plaatsvervangend monarch, en de door hem benoemde rijksministers. De ministers samen, de ministerraad, vormden de eigenlijke rijksregering. Dit was de eerste Duitse regering voor gehéél Duitsland; de regering was niet formeel, maar de facto afhankelijk van het vertrouwen van een meerderheid in de Nationale Vergadering.
Na een beginperiode werden verschillende ministeries met in totaal ruim honderd medewerkers opgericht, waaronder het Ministerie van Oorlog, dat de militaire commissie van de Duitse Bond voortzette. De Zentralgewalt had slechts beperkte middelen tot haar beschikking om haar doelen te bereiken. Kleinere individuele staten waren eerder geneigd om de instructies van de rijksregering op te volgen dan grote staten zoals Pruisen of Beieren.
De bronnen en literatuur bevatten een verwarrende reeks termen voor het centraal bewind en de elementen ervan. Zentralgewalt (toenmalige spelling: Centralgewalt) is meer een terminus technicus; met Zentral- verwijst het enerzijds naar een federale of rijksbestuurslaag in tegenstelling tot de bestuurslaag van een deelstaat, en anderzijds met -gewalt naar een regeringsmacht, een uitvoerende macht. In de loop der maanden is het bijvoeglijk naamwoord provisorisch (voorlopig) steeds meer naar de achtergrond verdwenen. In het Engels wordt de term bijvoorbeeld weergegeven als Central Power of Central (German) Government of Federal Government.
Volgens de 'Rijkswet betreffende de introductie van een voorlopig centraal bewind voor Duitsland van 28 juni 1848 bestond het centrale gezag uit de Reichsverweser en de door de Reichsverweser benoemde ministers . Een Verweser is een plaatsvervanger, vooral iemand die de functie van vorst vervult wanneer een land tijdelijk geen vorst heeft. Een ander woord hiervoor is Regent. Net als in andere landen kan de term "regering" of "rijksregering"' verwijzen naar de rijksbestuurder plus de ministers of alleen naar de ministers.
De ministers werden gewoonlijk Reichsminister genoemd, en hun werkplaats werd Ministerium genoemd. Volgens de gebruiken van die tijd is Ministerium of Reichsministerium ook de naam voor het geheel van alle ministers. Dit is de reden waarom de uitdrukking Gesamtreichsministerium (GRM) ontstond voor de ministers als collectief orgaan. De ministers werden echter ook vernoemd naar hun vergaderingen: Ministerraad.
De aanduidingen bevatten het element Reich, en de Nationale Vergadering begon zichzelf ook Reichsversammlung te noemen. Met dit rijk wordt een Duits Rijk bedoeld, dat de hernoemde Duitse Bond was of de plaats ervan innam.

## Totstandkoming

### Oprichting van het centraal bewind en de verkiezing van de regent

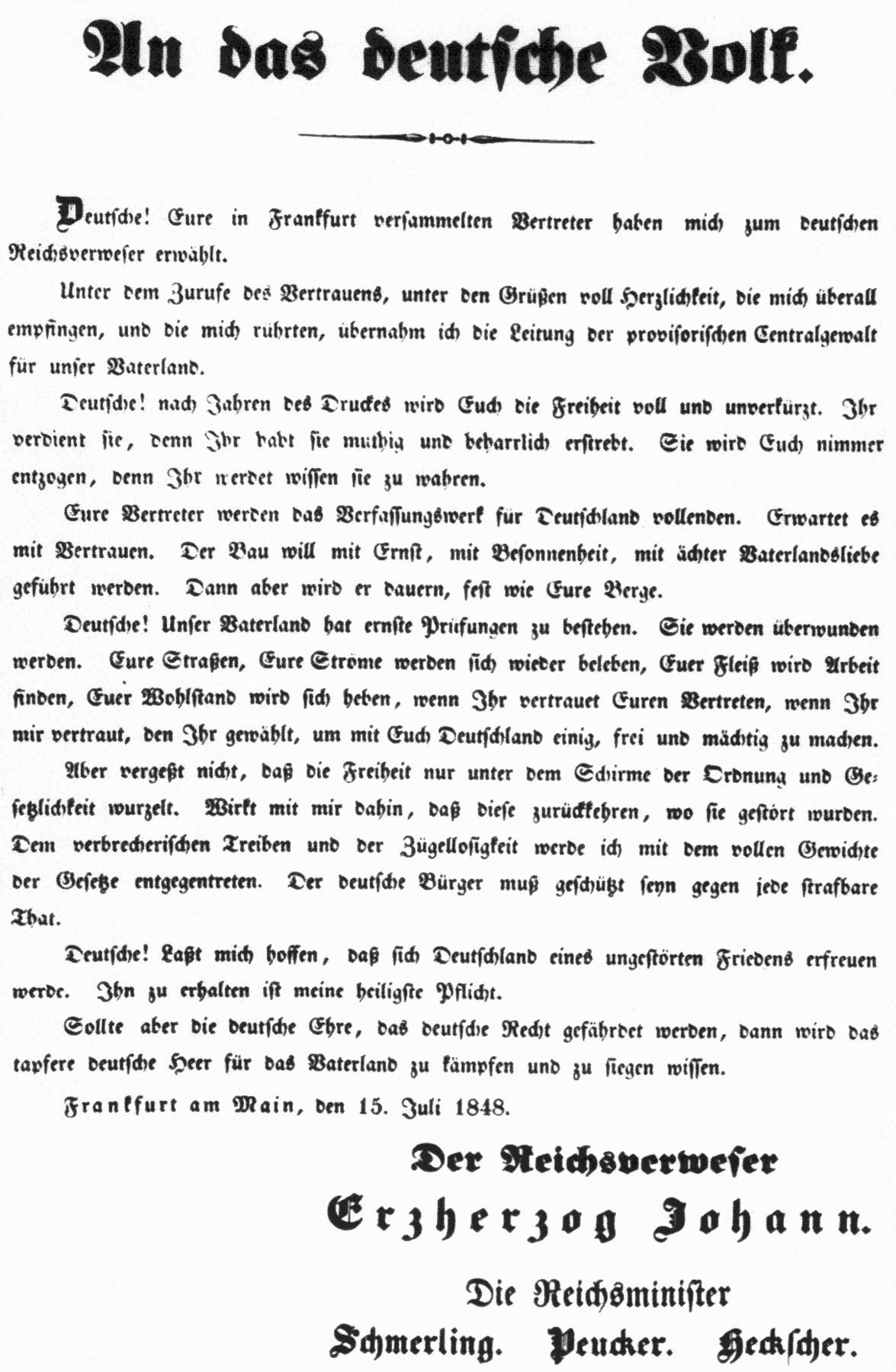
Oproep van de Reichsverweser aan het Duitse volk, 15 juli 1848

Bij het uitbreken van de revolutie nam de Bondsdag van de Duitse Bond in maart en april 1848 verschillende resoluties aan in een poging om de revolutionairen tegemoet te komen en toch de controle te behouden. Op 3 mei besloot de Bondsdag een Duitse regering (federale uitvoerende macht) op te richten. Door verzet van de deelstaten, maar ook van liberale politici die niet voor een voldongen feit wilden worden gesteld, ging dit niet door. In de Nationale Vergadering zelf kwam de latere naam al voor in de "Vlootbeslissing" van 14 juni. De Nationale Vergadering besloot toen dat de Bondsdag zes miljoen thaler moest heffen van de afzonderlijke deelstaten en dat een "voorlopige centrale nog te vormen overheid" moest beslissen over de besteding van het geld.
De lange debatten over zo'n gecentraliseerde overheid bleven zich richten op een instantie die uit meerdere personen bestond, een directoraat. Er rezen talloze vragen over de samenstelling, taken en bevoegdheden van deze regering. De voorzitter van de Nationale Vergadering, Heinrich von Gagern, beëindigde het debat uiteindelijk op 24 juni met zijn toespraak over een "gewaagde zet" ("kühner Griff"): de Nationale Vergadering zou snel één persoon, een Reichsverweser, op eigen bevoegdheid moeten benoemen zonder de individuele staten te raadplegen. Deze persoon zou de eenheid van de natie beter symboliseren dan een directoraat.
Binnen enkele dagen werd een bijpassende rijkswet aangenomen, de Wet over een Centraal Bewind (28 juni), en werd een Reichsverweser gekozen (29 juni). Een van de argumenten ten gunste van aartshertog Johan van Oostenrijk was dat hij, als lid van een regerend vorstenhuis, aanvaardbaar zou kunnen zijn voor rechts en, vanwege zijn vermeende volkse uitstraling, voor links. Johan accepteerde de verkiezing op 4 juli. Op 15 juli benoemde hij de eerste drie ministers.

### Houding van de afzonderlijke staten

De rijksregering volgens het politieke systeem van de Wet over een Centraal Bewind

In de vroege zomer van 1848 voelden de oude machten in de afzonderlijke staten, de vorsten en hun aanhangers, zich nog niet sterk genoeg om het centraal bewind te voorkomen. Dus haastten ze zich om de verkiezing van de Reichsverweser goed te keuren. Op 12 juli 1848 droeg de Bondsdag zelfs zijn bevoegdheden over aan de Reichsverweser en staakte hij zijn eerdere activiteiten. De afzonderlijke staten wilden de Reichsverweser in zijn taak steunen.
In 1849 werd het belang van deze beslissing duidelijk. Toen de Nationale Vergadering en de rijksregering de Reichsverweser in mei opriepen om af te treden, kon Johan niet alleen vertrouwen op zijn verkiezing, maar ook op het besluit van de Bondsdag.

## Structuur en werkwijze

### Reichsverweser

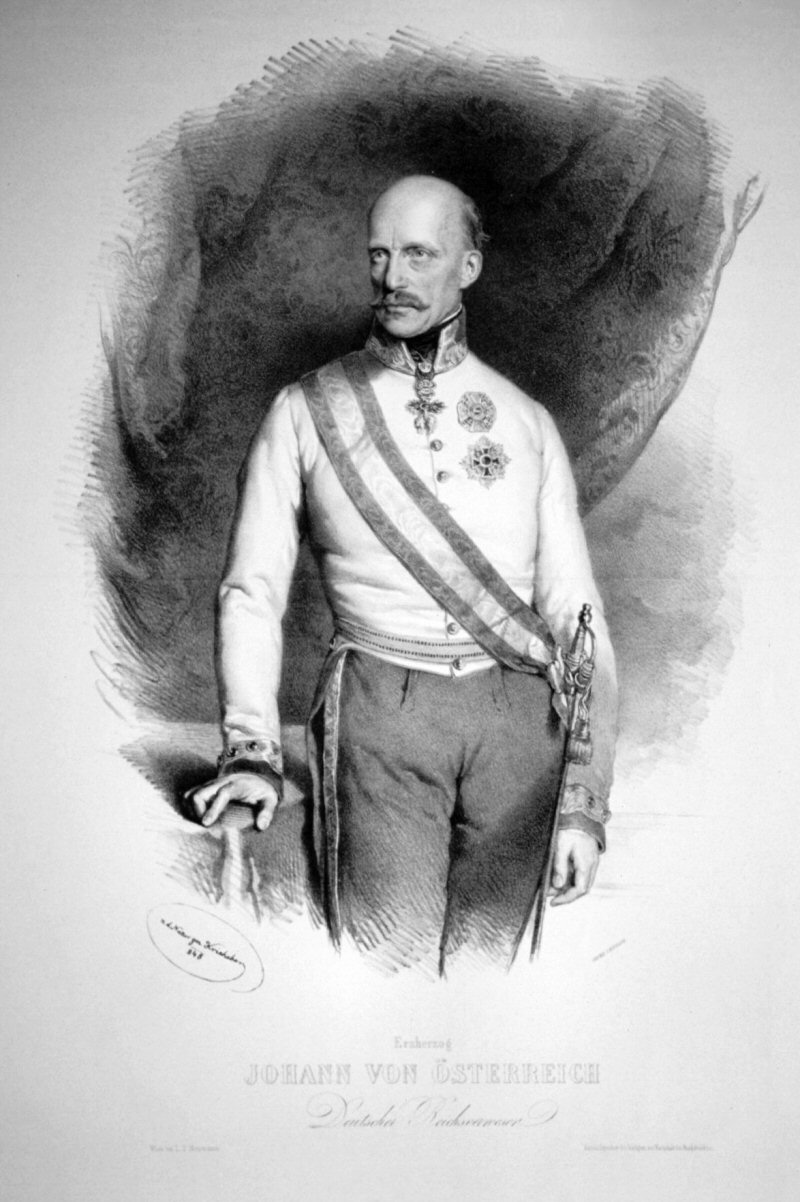
Aartshertog Johan van Oostenrijk

De enige Duitse Reichsverweser was Johan van Oostenrijk, een oom van de Oostenrijkse keizer. Als welwillende heerser in Stiermarken promootte hij de economie en cultuur en trouwde hij met een burgerlijke vrouw. Voor velen in de Nationale Vergadering kwam hij geschikt of op zijn minst aanvaardbaar over. Tot mei 1849 bemoeide hij zich nauwelijks met de handelingen van de rijksministers. Hij benoemde de kandidaten die hem door de Nationale Vergadering of de meerderheidsfracties waren voorgesteld.
In mei 1849 ontstond er echter een breuk tussen de Nationale Vergadering en de rijksministers aan de ene kant en de Reichsverweser aan de andere kant. Als Oostenrijker was Johan geen voorstander van de Frankfurter nationale grondwet, die de facto was afgestemd op een "klein Duitsland" zonder Oostenrijk. Op de avond van de afkondiging van de grondwet, 28 maart, had hij zijn ontslagbrief al laten opstellen. De rijksministers haalden hem over om aan te blijven, om geen machtsvacuüm te creëren.
Omdat Johan echter niets wilde doen ten gunste van de grondwet en de implementatie ervan, drongen de rijksministers nu aan op het aftreden van Johan. Hij bleef echter aan en benoemde kabinetten die het vertrouwen van de Nationale Vergadering misten. Na het onwettige einde van de Nationale Vergadering in mei wees Johan ook het verzoek van Pruisen af om de bevoegdheden van het centraal bewind over te dragen. Hij kon alleen een oplossing aanvaarden waarbij ook Oostenrijk betrokken was. Zo droeg hij op 20 december 1849 uiteindelijk zijn bevoegdheden over aan de federale centrale commissie die door Pruisen en Oostenrijk was gevormd.

### Ministers en ministeries

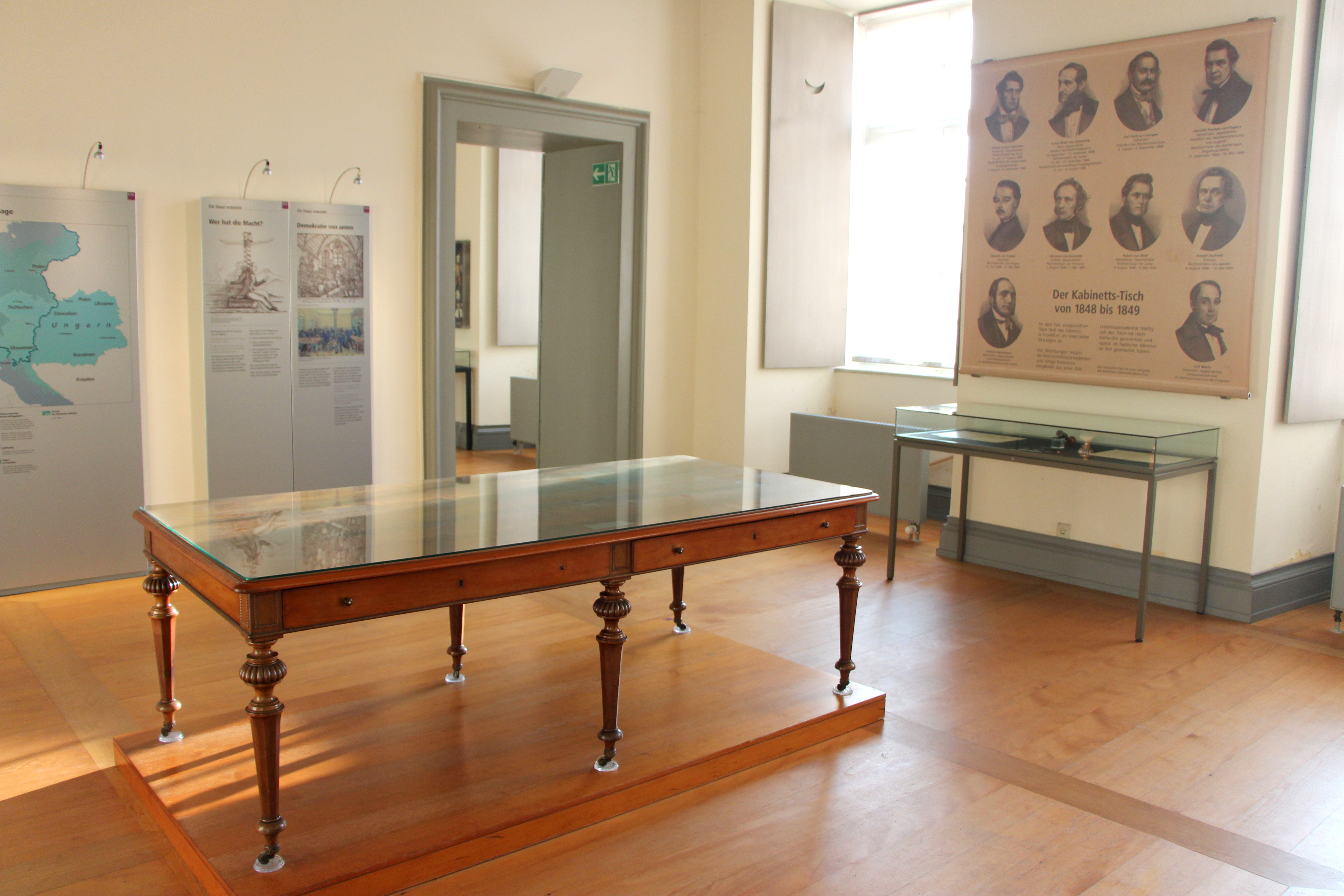
Tafel van de rijksregering in de Erinnerungsstätte für die Freiheitsbewegungen in der deutschen Geschichte, Rastatt. “Het Rijksministerie in Frankfurt am Main hield zijn vergaderingen aan deze tafel in 1848 en 1849.”

De rijksregering had relatief weinig te besturen. Het Ministerie van Buitenlandse Zaken was verantwoordelijk voor de rijksdiplomatie met de rijkslegaties en het Ministerie van Oorlog voor de rijksvestingen en de marine voor de rijksvloot, inclusief het kantoor van de scheepsbouwmeester in Bremerhaven. Eind 1849 omvatte de vloot in totaal negenhonderd man. Er waren echter slechts twee permanent gevestigde rijkslegaties en verder vielen er bijvoorbeeld geen politiediensten onder het gezag van de minister van Binnenlandse Zaken, geen belastingkantoren onder de minister van Financiën en geen gevangenissen onder de minister van Justitie. (Dit is echter ook een kenmerk van het Duitse federalisme. Zelfs vandaag de dag zijn de deelstaten verantwoordelijk voor deze taken.)
De salarissen van de ministers en staatssecretarissen werden vastgesteld door de Nationale Vergadering. Door de debatten over de wapenstilstand van Malmö (september 1848) en de gevolgen daarvan, gebeurde dit pas eind december 1848. De Commissie van Financiën deed een voorstel waarin bewust geen rekening werd gehouden met vergelijkbare salarissen in de verschillende deelstaten, omdat er dan aanzienlijk meer had moeten worden uitgegeven. Men ging ervan uit dat de kabinetsleden voldoening zouden halen uit de eer en het nut van hun positie. Er werd niet gesproken over hoe de ministers die net iets minder dan een half jaar in functie waren leefden, tenzij ze welgesteld waren. De Nationale Vergadering volgde het voorstel en dus kreeg een minister duizend gulden per maand en een staatssecretaris de helft. In die tijd bedroeg het maandsalaris van de voorzitter van de Nationale Vergadering tweeduizend gulden, terwijl voor de ambtswoning van de Reichsverweser ongeveer 1500 gulden per maand werd betaald.

### Andere functies
Een onderstaatssecretaris werd toegewezen aan een minister; per ministerie bestonden er geen onderstaatssecretarissen, één of maximaal twee onderstaatssecretarissen. Aangezien de meeste ministeries weinig te doen hadden, waren de onderstaatssecretarissen niet absoluut noodzakelijk voor administratieve doeleinden. Het was meer een kwestie van posten creëren om meer mannen met verschillende politieke of geografische achtergronden erbij te betrekken. De onderstaatssecretarissen maakten het mogelijk om dit te doen zonder meer ministers te benoemen.
Een Rijkscommissaris was ondergeschikt aan de Minister van Binnenlandse Zaken en werd verondersteld een specifieke taak te vervullen in een bepaalde deelstaat, bijvoorbeeld om te bemiddelen met een deelstaat of om een resolutie van het centraal bewind of van de Nationale Vergadering uit te voeren. Zoals in het algemeen het geval was voor de rijksregering, waren de mogelijkheden van de Reichskommissar afhankelijk van de vraag of de desbetreffende deelstaat zijn instructies überhaupt wilde opvolgen.
De afgezanten van het Rijk, de ambassadeurs, hadden vergelijkbare problemen om zich te laten gelden. Ze waren ondergeschikt aan de minister van Buitenlandse Zaken. Het was niet mogelijk om de legaten van de (grotere) deelstaten te vervangen door een diplomatieke dienst van het centraal bewind. Slechts enkele landen erkenden het centraal bewind überhaupt, vooral kleinere landen in Europa zoals Nederland, en de VS. Bovendien werden de meeste gezanten van het Rijk slechts tijdelijk uitgezonden en richtten ze geen legatie op.

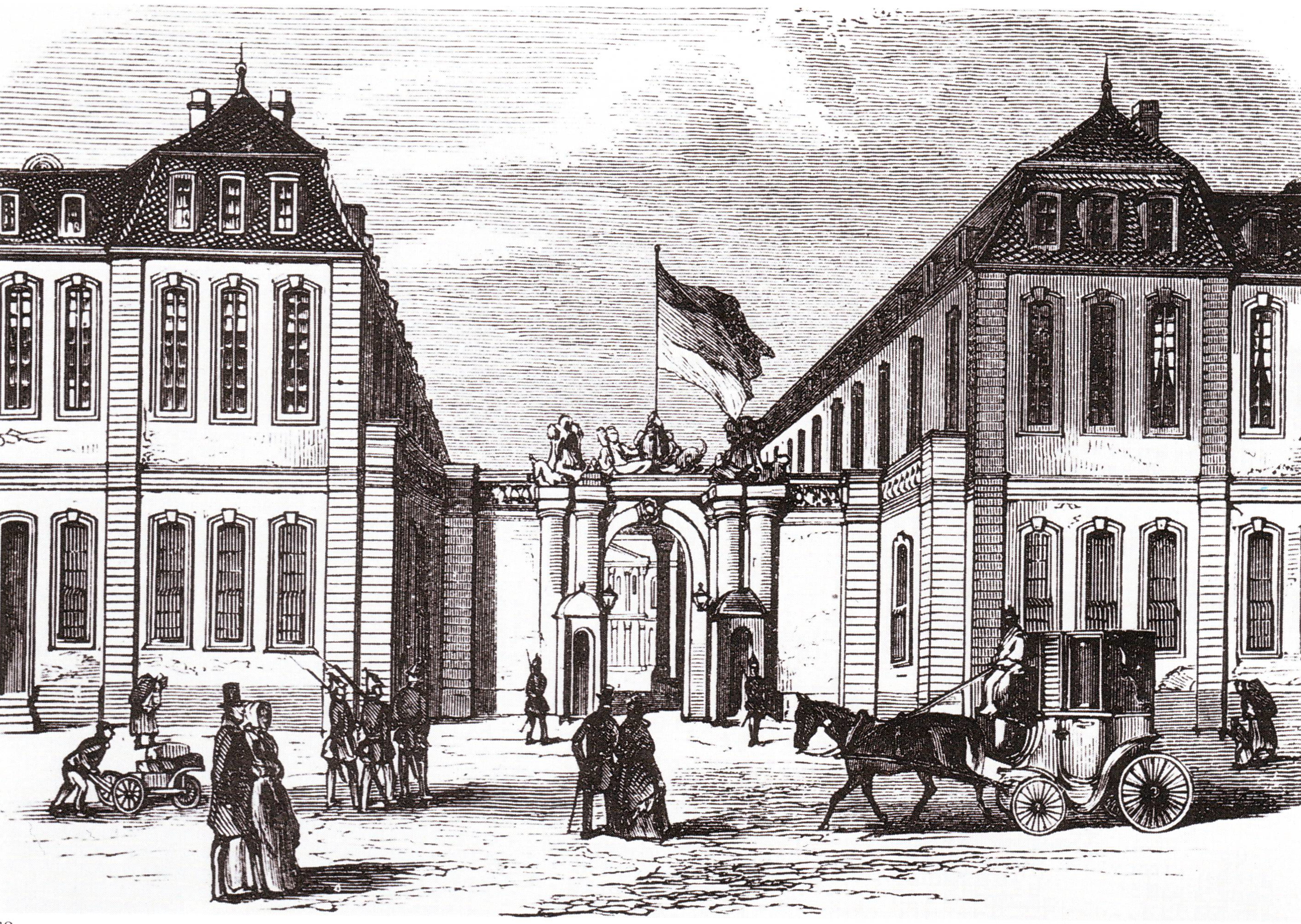
Federaal Paleis in Frankfurt

Volgens Ralf Heikaus moest de nieuwe regering "vanaf nul beginnen in dezelfde mate als bijna nooit eerder in enig ander land". Het Thurn- und Taxis'sche Palais of "Bundespalais" in de Eschenheimer Gasse was al grotendeels ontruimd door de Bondsdag toen de rijksoverheid er midden juli haar intrek nam, "met behoorlijk revolutionair geweld", zoals minister Mohl zich later herinnerde. De afzonderlijke ministeries kregen tijdelijk enkele van de vrijgekomen kamers toegewezen. Er was alleen wat meubilair afkomstig van de Bondsdag, maar bijna geen meubilair of werkapparatuur zoals bureaumateriaal. Alleen het Ministerie van Oorlog kon het goed ingerichte kantoor van de voormalige Militaire Commissie van de Bondsdag overnemen. 

### Personeel
Terwijl werkmateriaal in sommige gevallen slechts met grote vertraging kon worden aangeschaft, huurden de ministers ervaren of jonge, onervaren medewerkers in zonder hen een vaste aanstelling of salaris te kunnen geven. Eind augustus 1848 meldde Otto von Camphausen (broer van de voormalige Pruisische minister-president Ludolf Camphausen) in een privébrief: "Toen mij onlangs werd verteld dat de minister van Justitie Mohl de brieven zelf moest op de post doen, stelde ik rustig de vraag waarom hij een onderstaatssecretaris had ...". 
Op dat moment functioneerden de administratieve structuren van de ministeries echter al redelijk goed. In de loop der weken was het gemakkelijker geworden om nieuwe medewerkers te vinden via connecties en aanbevelingen, en omdat ze een vrij goed salaris konden beloven. De betrokkenen hadden energiek de desolate omstandigheden in het Federale Paleis overwonnen.  Eind augustus werkten er al 26 mensen in de administratie van het centraal bewind.
Op 15 februari 1849 was het aantal werknemers gestegen van 26 naar 105. De meesten van hen, meer dan 35, werkten in het Ministerie van Oorlog, dat ook de rijksvestingen Rastatt en Ulm beheerde, gevolgd door het Ministerie van Handel met 25 werknemers, dat vanaf november 1848 ook het ministerie van Marine omvatte (het werd pas in mei 1849 omgevormd tot een onafhankelijk ministerie van Marine).
Ter vergelijking: de bondskanselarij van de oude Bondsdag bestond uit de directeur van de bondskanselarij, een kassier, een inspecteur, een griffier, drie griffiers, twee griffiers en een kassier. In 1850 werkten voor de federale centrale commissie een griffier, een inspecteur, een secretaris, vijf griffiers en zes griffiers. In Pruisen werkten in 1848 in totaal 52 mensen voor het Ministerie van Binnenlandse Zaken, ambtenaren niet meegerekend; de respectieve Pruisische ministeries hadden elk vier tot vijf keer zoveel mensen in dienst als de corresponderende rijksministeries.
Veel functies in de rijksoverheid werden vervuld door ambtenaren die verlof hadden gekregen van hun staatsoverheden; de expeditiedirecteur in het ministerie van Binnenlandse Zaken, Joseph Rausek, was bijvoorbeeld eerder werkzaam geweest bij het Landrecht zu Prag (regionale rechtbank in Praag). Er konden problemen ontstaan als verlof niet of aarzelend werd verleend of als de deelstaatregeringen invloed probeerden uit te oefenen op de politiek in Frankfurt via "hun" ambtenaren in de rijksoverheid.

### Financiën

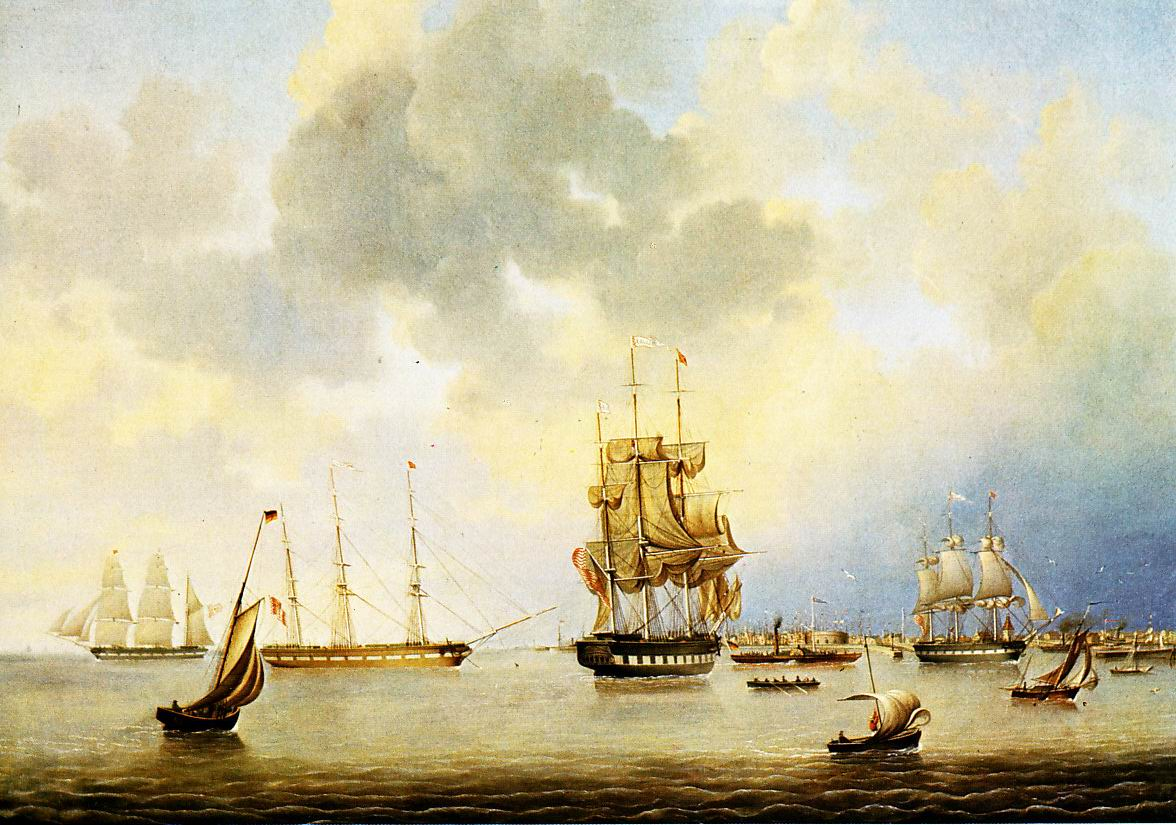
Schepen van de Rijksvloot voor de kust van Bremerhaven

De Zentralgewalt begon niet uit het niets, want er was al een voorganger in de vorm van de Bondsdag. In de Duitse Bond betaalden de afzonderlijke staten een deel van de financiën via een heffing, zoals vastgelegd in het federale handvest. Rijksminister van Financiën Beckerath vond in augustus:
- 75.159 fl. 1/2x in het matriculair fonds (betaald door de deelstaten). Nog maar kort daarvoor hadden twee heffingen het grootste deel hiervan opgebracht.
- 16.872 fl. 50x in het kanselarijfonds.
- 2.881.516 fl. 38 1/2x in geoormerkte fondsen voor de bouw en het onderhoud van de federale vestingwerken.

Ter vergelijking: Pruisen gaf jaarlijks ongeveer 165 miljoen gulden uit. 
Op 23 oktober 1848 diende Beckerath een gedeeltelijke begroting in voor de maanden september tot december, die de enige zou blijven die ooit door de Nationale Vergadering werd aangenomen. De geplande uitgaven bedroegen iets minder dan 10,5 miljoen gulden, voornamelijk voor de bouw van de rijksvloot (5,3), werkzaamheden aan de rijksvestingen (3) en catering voor de rijkstroepen (1,75). De rijksregering mocht en kon zelf geen belastingen heffen bij gebrek aan een apparaat; heffingen waren bijna de enige bron van inkomsten, naast kleinere bedragen uit giften van de bevolking voor de vloot. De afzonderlijke staten betaalden hun bijdragen echter niet snel of helemaal niet. De centrale regering dekte bijvoorbeeld de salarissen gedeeltelijk met het geld voor de forten. 

## Kabinetten
Er waren in wezen twee regeringsploegen in de rijksregering, een parlementaire, die afhankelijk was van het vertrouwen van de Nationale Vergadering, en een niet-parlementaire, die de rijksverweser naar eigen goeddunken benoemde. De eerste regeringsploeg stond aanvankelijk onder invloed van minister Anton von Schmerling, een vertrouweling van de Reichsverweser, ook al was Karl zu Leiningen meer dan een maand lang minister-president. In december 1848 werd Heinrich von Gagern minister-president en bleef dat tot mei 1849, bijna tot het einde van de Nationale Vergadering. Ondanks alle veranderingen was er in deze periode veel continuïteit in het personeel; zo maakte bijvoorbeeld minister van Oorlog Eduard von Peucker van het begin tot het einde deel uit van deze regeringsploeg.
De tweede regeringsploeg werd in mei 1849 door de Reichsverweser benoemd en ging door met haar werkzaamheden tot december 1849, toen de Reichsverweser de bevoegdheden van de rijksoverheid overdroeg aan de Federale Centrale Commissie. Aanvankelijk was Grävell een paar dagen Reichsministerpräsident, daarna Wittgenstein voor meer dan een half jaar, waarmee hij de langstzittende ambtsdrager was.

## Einde en nasleep
Op 18 mei 1849 deelde de Pruisische minister-president aan de Reichsverweser mee dat hij diens handelingen niet langer als geldig beschouwde en dat de Pruisische legatie en de Pruisische troepen in Sleeswijk-Holstein niet langer onder zijn gezag vielen. Reichsverweser Johan beriep zich echter op de wet van 28 juni 1848 en verwierp de opleggingen van de Pruisen op 24 mei. Omdat zijn ambt alleen een wettelijke, maar geen werkelijke basis meer had, stelde de Reichsverweser Oostenrijk en Pruisen voor om zijn bevoegdheden gezamenlijk over te dragen aan een Federale Centrale Commissie in Frankfurt.
Pruisen wilde zelf een federale staat oprichten (Erfurter Union) en eiste dat Oostenrijk het recht van de afzonderlijke staten om dit te doen zou erkennen. Oostenrijk stond er daarentegen op dat Pruisen eerst het centraal bewind zou erkennen, zolang er geen nieuw centraal orgaan zou zijn. Zo sloten een Oostenrijkse en een Pruisische vertegenwoordiger op 30 september 1849 in Wenen een overeenkomst over de voorlopige uitoefening van de bevoegdheden van het Reichsverweser. Ze droegen de bevoegdheden over aan een federale centrale commissie bestaande uit twee Oostenrijkers en twee Pruisen. Het doel was om "de Duitse Bond te behouden". Pruisen hoopte een federale staat op te richten zonder Oostenrijk, die dan een (verdere) confederatie met Oostenrijk zou aangaan ("Doppelbund"). Volgens het verdrag moesten de afzonderlijke staten vrij zijn om tijdens de interim-periode een Duitse grondwet overeen te komen. Het verdrag gaf de Federale Centrale Commissie de tijd tot 1 mei 1850 
Op 6 oktober verklaarde aartshertog Johan dat hij afstand wilde doen van zijn rijksgezag en zijn rechten aan Oostenrijk en Pruisen wilde overlaten. Op 20 december ontsloeg hij de rijksministers en droeg zijn bevoegdheden over aan de Federale Centrale Commissie. 

## Beoordeling

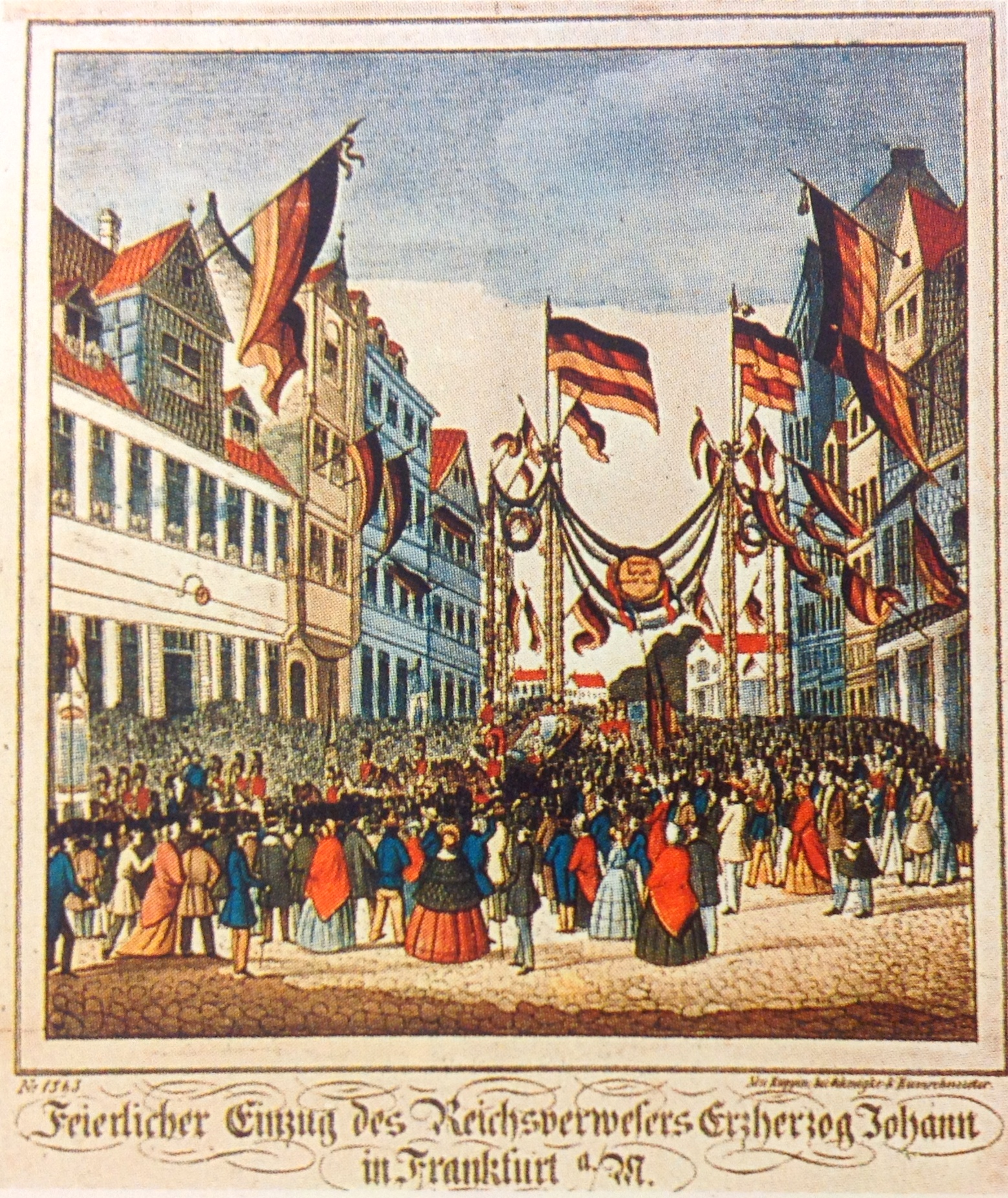
Intocht van de Reichsverweser in Frankfurt, juli 1848

Ralf Heikaus velt zijn oordeel na het bespreken van de arbeidsomstandigheden: 
"Niet in de laatste plaats tegen de achtergrond van [de] externe omstandigheden waarmee het rijkskabinet aanvankelijk te kampen had, verdienen de organisatorische prestaties van de regeringsverantwoordelijken des te meer onvoorwaardelijke erkenning, aangezien de meerderheid van de persoonlijkheden in het rijkskabinet nauwelijks enige noemenswaardige regerings- en/of bestuurlijke ervaring had om op terug te vallen, noch wat betreft hun opleiding of eerdere scholing, noch wat betreft hun eerdere professionele of andere activiteiten. Ondanks dergelijke vermeende ongunstige omstandigheden gingen de betrokkenen onmiddellijk na hun aantreden [...] uiterst behoedzaam te werk bij het opzetten van een effectief regeringsapparaat."
Wat Helmut Jacobi het meest opvallend vindt aan het centraal is de verandering in zijn betekenis. In de praktijk werd duidelijk dat het lot van Duitsland nog steeds werd bepaald door de recent geconsolideerde afzonderlijke staten, niet door het centrale bewind. Dat "kon de ontwikkelingen niet zelfstandig in een bepaalde richting sturen", maar werd meegesleurd in de strijd tussen de grote mogendheden en de fracties in de Nationale Vergadering. De "transformatie van een instrument van het volk naar een instrument van de regeringen" weerspiegelde de historische ontwikkeling van de tijd waaraan het centrale bewind was onderworpen. 